# یولدلوند
یولدلوند (به آلمانی: Joldelund) یک شهر در آلمان است که در نوردفرایسلند واقع شده‌است. یولدلوند ۷۲۲ نفر جمعیت دارد.